# Большая Засада
«Больша́я Заса́да», также «Тока́йя Гра́нде» (порт. Tocaia Grande) — предпоследний роман классика бразильской литературы и члена Бразильской академии литературы Жоржи Амаду. Впервые издан в 1984 году в Рио-де-Жанейро с подзаголовком: «Большая Засада : Тёмная сторона» (порт. Tocaia Grande: A Face Oscura). Перевод на русский язык В. А. Ролла опубликован в 2013 году. По роману снят телесериал «Большая Засада» (1995—1996).

## Название
В статье о романе Амаду Е. Ш. Рибейру Перейра (Elvya Shirley Ribeiro Pereira) использует португальское название произведения, переводя его в примечаниях и в тексте как «засада, ловушка» (фр. la grande embuscade) относительно места возникновения деревни.
В первом издании на английском языке 2012 года название переводится: Showdown — «Решающий поединок». До выпуска русского перевода в исследованиях литературоведов России наблюдались различные варианты передачи названия романа. М. Ф. Надъярных переводила название посёлка и романа «Большая западня. Скрытый лик», но в тексте статьи чаще использовала вариант транскрипции «Токайя Гранде». Е. А. Белякова при отсутствии ссылки на статью М. Ф. Надъярных транскрибировала название: «Токайя Гранди». Автор русского перевода романа перевёл название поселения и впоследствии деревни с португальского языка — «Большая Засада».

## Описание
«Большая Засада» (или «Токайя Гранде») стал предпоследним романом Амаду. Работа над его созданием длилась несколько лет в разных местах. Её начало было положено в мае и июне 1982 года в Сан-Луисе. Сочинение было продолжено в ноябре того же года в Португалии (Эшторил) и с марта по ноябрь 1983 года в Салвадоре. Произведение завершалось с апреля по сентябрь 1984 года в Петрополисе. Отвечая на вопрос о столь продолжительной работе, Амаду ответил: «В этот раз я не только пишу роман — я создаю город».
Согласно замыслу писателя, все скрупулёзно выписанные герои являются второстепенными, а заглавным персонажем является город с момента возведения дома Натариу. Только после того там появляются, остаются или оттуда уходят представители социальных низов: погонщики скота, жагунсу (порт. jagunço — наёмник, бандит) и проститутки. Их истории становятся «тёмной стороной» («скрытым ликом» у Надъярных) истории края. Своей задачей Амаду ставил воссоздание не официальной, но тёмной истории превращения поселения Токайя Гранде (Большой Засады — места для засады, западни, ловушки, где произошла кровавая бойня) в благопристойный Иризополис (Irisópolis — Радугополис, или город Радуги), на примере которого описана история всего региона «грапиуна» времён бума какао. Понятие «грапиуна» (порт. grapiúna) обозначает жителей и район их обитания на южном побережье штата Баия, где с начала XX века широко возделываются плантации какао.
Некоторые мотивы романа навеяны фактами биографии писателя, описанными в воспоминаниях «Юный грапиуна» (1981). Отец писателя, фазендейру, также рисковал жизнью в борьбе за земельную собственность: в одной из стычек ему удалось остаться в живых. В произведении автор вернулся к теме захвата земли под возделывание какао. Этой теме уделено немало внимания в творчестве Амаду. Описанные в «Большой Засаде» события на плантациях какао связывают её с ранними и зрелыми произведениями писателя: «Какао» (1933), «Бескрайние земли» (1943), «Город Ильеус» (1944). Исследователи называют роман эпопеей или сагой. Тема арабской эмиграции в Бразилию получила более подробное развитие в мини-романе «Открытие Америки турками» (1994).

## Содержание
Начало романа напоминает вестерн, на что также намекает винчестер с обложки его первого издания. В «Большой Засаде» повествуется о зарождении и становлении вымышленного города, где царит неограниченная власть владельца плантации какао, которого, согласно выдаваемым сертификатам на владения, именовали капитаном, а со временем — полковником (порт. coronel).
В борьбе за наделы земли жагунсу Нотариу да Фонсека выбрал удобное место для засады на бандитов полковника Элиаса Далтру. Безжалостно расправившись с противниками своего хозяина, Нотариу получает участок поблизости от места кровавой схватки, где начинает выращивать какао. Вокруг построенного им дома возникает поселение, названное в память о смертельной стычке Токайя Гранде (Большая Засада). В качестве собственника земли Нотариу получает патент капитана, которое не является воинским званием, но обозначает наделённого определённой властью владельца фазенды, плантации. Со временем капитан расширяет свои владения, укрепляет свою власть и становится полковником. Поселение превращается в деревушку, затем — в деревню. Её население пополняется за счёт притока погонщиков скота, жагунсу, мелких торговцев, цыган, лишившихся работы батраков. Со временем место, где закон устанавливается не правительством, а полковником, получает официальный статус города Иризополис (Irisópolis).
Историю города создавали Натариу, Бернарда — его любовница, Вентуринья — сын полковника Боавентура и бакалавр юриспруденции, содержательница борделя Жасинта Корока, колдунья Епифания, негр Кастор Абдуин (Тисан), торговец из Ливана Фадул Абдала (Великий Турок у М. Ф. Надьярных, Большой Турок у В. А. Ролла). Городок Иризополис в районе культивирования какао представляет собой часть традиционного и архаического общества, жители которого, несмотря на прогресс и цивилизацию, хранят в памяти отмеченные грехом и пролитой кровью драматические события, но пытаются не вспоминать о смерти.

## Оценки
После выхода в свет бразильские критики назвали роман последним шедевром Амаду. Мозамбикский писатель Миа Коуту в послесловии к одному из изданий отметил, что Токайя Гранде мог бы также быть и вымышленным посёлком в Мозамбике, где имели бы место такие же интриги провинциальных властей, обитали бы свои жагунсу, полковники и проститутки. История города Иризополис, возникшего из посёлка Токая Гранде при появлении радуги, утверждает и отрицает собственное прошлое, предаваемое забвению в момент празднования своего учреждения. В романе Амаду показывает, что соблазнительные города представляют собой не географические объекты, а существуют в воображении превращённых в сказочные персонажи их жителей. Писатель не только создал условный город, но также дал жизнь целой нации, частью которой является сам повествователь и его персонажи, выдумывающие коллективное будущее.
По мнению М. Ф. Надьярных, «Роман, в котором создаётся завершённый образ народной утопии, стал своеобразным итогом творчества писателя».
Согласно Е. Ш. Рибейру Перейре, в романе получила своё завершение сага о регионе какао, и в то же время присутствуют основополагающие элементы всего творчества Амаду. Создавая утопический город, автор описывает простых людей из народа, природе которых присуща чувственная и спонтанная энергия, затрагивает среди прочих вопрос идентичности, воспринимаемый как продолжение мета-исторического романтического проекта, в центре которого стоит поиск истоков, проблема происхождения. Под грапиуна, жителями вымышленной деревни Токайя Гранде (Большой Засады), на месте которой будет возведён город Иризополис, автор подразумевает бразильскую нацию. Таким образом, на примере грапиуна прослеживается генеалогия бразильцев.

## Издания
На языке оригинала роман вышел в Бразилии и Португалии в 1984 году. Переведён на английский, болгарский, голландский, датский, иврит, испанский, итальянский, каталанский, китайский, корейский, немецкий, норвежский, румынский, словенский, финский, французский и шведский языки. Кроме того выпущены издания на арабском, русском, сербском и турецком языках.
Первое издание на языке оригинала
- Amado J. Tocaia Grande : A Face Obscura :  [порт.] / capa de Floriano Teixeira. — 1ª ed. — Rio de Janeiro : Editora Record, 1984. — 505 p.

Русский перевод
- Амаду Ж. Большая Засада = Tocaia Grande / Пер. с порт. В. А. Ролла. — М.: Астрель, 2013. — 544 с. — (XX век — The Best). — 3000 экз. — ISBN 978-5-271-41633-0.

## Экранизация
- 1995—1996 — «Большая Засада»[порт.], телесериал транслировался в Бразилии с октября 1995 года по сентябрь 1996 года; режиссёры: João Alcântara, Walter Avancini, Режис Кардозу, Jacques Lagôa. В ролях были заняты многие известные актёры, в частности: Джованна Антонелли (Ressu), Таис Араужу (Bernarda), Изаак Бардавид (Jamil Scaff), Далтон Виг (Venturinha)[9].